# エスタディオ・フランシスコ・ミチェリ
エスタディオ・フランシスコ・ミチェリ（Estadio Francisco Micheli）は、ドミニカ共和国のラ・ロマーナにあるスタジアム。1979年に開場した。8,838人収容。主に野球に使われている。